# Kazuto Kawakami
Kazuto Kawakami (jap. 川上 和人 Kawakami Kazuto; * April 1973) ist ein japanischer Wissenschaftler an der Universität Tokio. Seine Bereiche sind die Ornithologie und Ökologie.

## Forschung
Er arbeitet am Forestry and Forest Products Research Institute (森林総合研究所 shinrin sōgō-kenkyūjo, einer dem Ministerium für Landwirtschaft, Forsten und Fischerei unterstellten Selbstverwaltungskörperschaft) in der Educational Resources Group (Forschungsgruppe Unterrichtsmaterialien) des Forstwissenschaftlichen Gartens Tama (多摩森林科学園 Tama Shinrin Kagakuen) in Hachiōji. Er forscht zu interspezifischen Interaktionen zwischen ursprünglichen und eingeführten Organismen.

## Publikationen (Auswahl)
- Isamu Okochi, Kazuto Kawakami (Hrsg.): Restoring the Oceanic Island Ecosystem. Impact and Management of Invasive Alien Species in the Bonin Islands. Springer, ISBN 978-4-431-53858-5.

## Belege
- J-GLOBAL - 川上 和人【研究者】

| Personendaten    | Personendaten        |
| ---------------- | -------------------- |
| NAME             | Kawakami, Kazuto     |
| ALTERNATIVNAMEN  | 川上和人 (japanisch) |
| KURZBESCHREIBUNG | japanischer Ökologe  |
| GEBURTSDATUM     | April 1973           |